# 4325 Guest
A 4325 Guest (ideiglenes jelöléssel 1982 HL) a Naprendszer kisbolygóövében található aszteroida. Edward L. G. Bowell fedezte fel 1982. április 18-án.